# Strudsen Rasmus
Strudsen Rasmus er en billedbog for børn, skrevet af tegneren, børnebogsforfatteren og børne-TV-værten Jørgen Clevin. Strudsen Rasmus hører til hans mest kendte figurer. Bogen fik en efterfølger i form af Rasmus får besøg, der udkom i 1948.
Strudsen Rasmus har givet fornavn til Rasmus Klump-karakteren skabt af Carla og Vilhelm Hansen.